# Conquista de Alcácer-Ceguer
A conquista de Alcácer-Ceguer pelos portugueses, em Marrocos à dinastia dos Merínidas, deu-se entre 23 e 24 de Outubro de 1458 por forças portuguesas sob o comando do rei Afonso V, cognominado o africano.

## Contexto
Portugal capturou a cidade de Ceuta aos merínidas de Marrocos em 1415.
Quando os turcos otomanos tomaram Constantinopla em 1453, o Papa Calisto III emitiu aos reis da Europa um apelo a uma Cruzada, entregue ao rei D. Afonso V através do Bispo de Silves. O rei prometeu armar um exército contra os muçulmanos. Ao enviar emissários a Nápoles e outras Cortes europeias, no entanto, D. Afonso descobriu que só ele havia correspondido ao apelo do Papa, de entre todos os monarcas europeus. Depois de Calixto ter morrido a 6 de Agosto de 1458, D. Afonso decidiu atacar Tânger em Marrocos, mas o governador de Ceuta, o conde D. Sancho de Noronha, persuadiu-o a conquistar Alcácer-Ceguer. Por então, Alcácer-Ceguer servia como valhacouto de piratas muçulmanos ao sultão merínida, com quem Portugal estava em guerra.
A partir de 1420 os merínidas caíram sob a tutela dos oatácidas, que exerceram a regência quando Abdalaque II se tornou sultão, um ano após seu nascimento. Os oatácidas, entretanto, recusaram-se a prescindir da regência quando Abdalaque atingiu a maioridade.
A reunião de homens e navios deu-se em Lagos, no Algarve. A frota portuguesa contava com 200 ou 220 navios e 25.000 ou 26.000 guerreiros, fora marinheiros e pessoal de apoio. Participaram também na expedição o príncipe D. Fernando, Duque de Viseu, o Infante D. Henrique ao comando da armada do Algarve, o Marquês de Valença D. Afonso de Bragança ao comando da armada do Porto e o Marquês de Vila Viçosa. Zarparam para Alcácer-Ceguer a 12 de Outubro de 1458.
Ventos contrários empurraram a nau almiranta e parte da armada para as águas em redor de Tânger, cuja conquista o soberano cogitou, mas o Infante D. Henrique, que participara no fracassado ataque à cidade em 1437 dissuadiu-o e manteve-se o objectivo de atacar Alcácer-Ceguer.

## A batalha
Os portugueses enfrentaram alguma resistência nas praias de Alcácer-Ceguer, onde a guarnição ergueu barricadas guarnecidas por besteiros e 500 cavaleiros, para impedir o desembarque dos portugueses. Os marroquinos foram, no entanto, atacados com ânimo por um esquadrão comandado pelo infante D. Henrique e os muçulmanos viram-se forçados a fugir para a cidade. Não conseguiram os portugueses abrir as portas da cidade mas, mais tarde, naquela noite, os portugueses usaram uma bombarda para demolir parte das muralhas.
Na manhã de 18 de Outubro, os habitantes da cidade renderam-se e D. Afonso V autorizou-os a deixar a cidade, com as suas famílias e pertences. Vários prisioneiros cristãos foram libertados. 

## Rescaldo

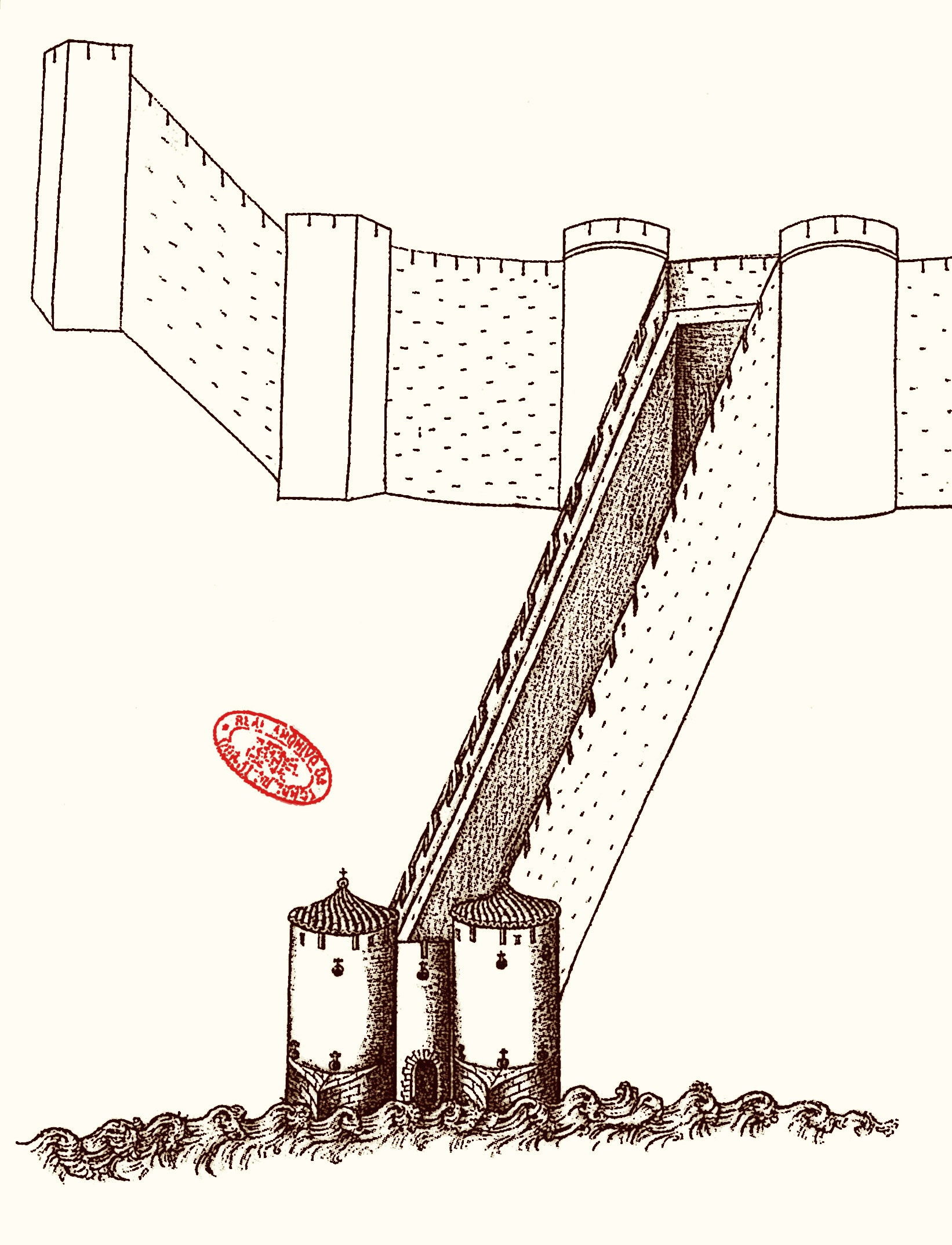
Esboço da muralha da couraça desenhada por Diogo Boitaca em 1502.

A conquista deveu-se à superior artilharia portuguesa e à decisão do rei merínida, em Fez, Abdalaque manter o seu exército em Tânger ao ser informado da presença da frota portuguesa em Alcácer-Ceguer, pois o rei preparava um ataque a Tremecém. Ao saber que os portugueses sitiavam Alcácer-Ceguer, ele saiu a socorrê-la, porém não chegou a tempo de evitar a queda da cidade e partiu para organizar um cerco posteriormente.
De Alcácer-Ceguer, Afonso V viajou até Ceuta e ali organizou uma embaixada para entregar ao sultão de Fez uma "polida carta" desafiando-o para uma batalha campal, porém os seus navios foram alvejados ao darem entrada no porto de Tânger.
O sultão sitiou Alcácer-Ceguer de 13 de Novembro de 1458 a 2 de janeiro de 1459 mas não conseguiu recuperar a cidade aos portugueses.
Os portugueses iniciaram de imediato obras de restauro e reforço das defesas da cidade. A mesquita foi transformada em igreja sob a invocação de Santa Maria da Misericórdia, concedida à Ordem de Cristo por iniciativa do Infante D. Henrique.
Em 1459, Abdalaque II massacrou a família oatácida, quebrando-lhes assim o seu poder. O seu reinado, no entanto, terminou brutalmente quando ele foi assassinado aquando de uma revolta em 1465. Este evento marcou o fim da dinastia merínida pois Maomé ibne Ali Anrani-Jutei, líder dos xarifes, foi proclamado sultão em Fez . Este por sua vez foi deposto em 1471 por Abu Abedalá Xeique Maomé ibne Iáia, um dos dois oatácidas sobreviventes do massacre de 1459, que iniciou o reinado da dinastia oatácida .
Alcácer-Ceguer permaneceria nas mãos dos portugueses por boa parte do século seguinte. Em 1502 os portugueses começaram a construir um novo conjunto de fortificações que estendiam as muralhas da cidade até o mar, garantindo assim um local de desembarque seguro para reforços e forças expedicionárias portuguesas. A população residente da vila sob os portugueses atingiu cerca de 800 pessoas.